# Pandarus sinuatus
Espèce
Synonymes
- Pandarus affinis Van Beneden, 1892[2]

Pandarus sinuatus est une espèce de crustacés copépodes de la famille des Pandaridae et qui se rencontre notamment sur le corps des requins.